# Baywatch Nights
Baywatch Nights is een Amerikaanse actieserie die op de Amerikaanse tv werd uitgezonden van 1995 tot 1997. De serie is een spin-off van de serie Baywatch.

## Opzet
Het eerste seizoen van de serie draaide om het personage Garner Ellerbee, sergeant bij de politie van Los Angeles en bekend uit de originele serie. Wanneer hij in zijn midlifecrisis beland, besluit hij zijn baan bij de politie op te zeggen en een eigen detectivebureau te beginnen. Mitch Buchannon, zijn vriend uit Baywatch, komt hem geregeld te hulp. Verder wordt hij bijgestaan door een detective genaamd Ryan McBride.
In het tweede seizoen besloten de producers, mede als gevolg van de tegenvallende kijkcijfers, de show meer een sciencefictionachtige ondertoon te geven (mede geïnspireerd door het succes van The X-Files). Garner Ellerbee werd uit de serie geschreven en zijn plaats werd ingenomen door Diamont Teague, een expert op het gebied van het paranormale. Deze nieuwe wending deed de show echter geen goed, en na twee seizoenen werd de serie stopgezet. Het personage Donna Marco, dat haar debuut maakte in het tweede seizoen van de serie, werd nadien een personage in de originele serie.

## Rolverdeling
- David Hasselhoff als Mitch Buchannon
- Gregory Alan Williams als Garner Ellerbee (seizoen 1)
- Angie Harmon als Ryan McBride
- Lisa Stahl als Destiny Desimone (afleveringen 1 t/m 10)
- Lou Rawls als Lou Raymond (seizoen 1)
- Eddie Cibrian als Griff Walker (afleveringen 11 t/m 44)
- Donna D'Errico als Donna Marco (afleveringen 11 t/m 44)
- Dorian Gregory als Diamont Teague (seizoen 2)

### Gastacteurs uitBaywatch
- Billy Warlock als Eddie Kramer (aflevering 14)
- Yasmine Bleeth als Caroline Holden (aflevering 16)
- Alexandra Paul als Stephanie Holden (aflevering 41)
- Michael Newman als Mike Newman (afleveringen 14, 16 en 30)